# Ragnar Lundberg
Ragnar Lundberg (ur. 22 września 1924 w  Madesjö w regionie Kalmar, zm. 10 lipca 2011 w Kalmarze) – szwedzki lekkoatleta specjalizujący się w skoku o tyczce.
Trzykrotny uczestnik igrzysk olimpijskich – największy sukces odniósł w 1952 roku kiedy wywalczył brązowy medal. Złoty (1950) oraz srebrny (1954) medalista mistrzostw Europy. W 1950 roku wywalczył także srebro w biegu na 110 m przez płotki. 11 razy poprawiał rekord Szwecji w skoku o tyczce. Rekord życiowy: 4,46 (23 czerwca 1956, Nordingrå).

## Osiągnięcia
| Rok  | Impreza              | Miejsce   | Pozycja     | Wynik |
| ---- | -------------------- | --------- | ----------- | ----- |
| 1948 | Igrzyska olimpijskie | Londyn    | 5. miejsce  | 4,10  |
| 1950 | Mistrzostwa Europy   | Bruksela  | 1. miejsce  | 4,30  |
| 1952 | Igrzyska olimpijskie | Helsinki  | 3. miejsce  | 4,40  |
| 1954 | Mistrzostwa Europy   | Berno     | 2. miejsce  | 4,40  |
| 1956 | Igrzyska olimpijskie | Melbourne | 5. miejsce  | 4,25  |
| 1958 | Mistrzostwa Europy   | Sztokholm | 10. miejsce | 4,20  |